# Menesteu
Menesteu (em grego:  Μενεσθεύς), filho de Peteu, filho de Orneu, filho de Erecteu  e Políxena ou Mnesímaque, foi, na mitologia grega, um lendário rei de Atenas durante a Guerra de Troia. Foi instaurado no trono pelos Dióscuros, quando Teseu viajou ao mundo inferior; este, quando retornou, foi exilado por Menesteu.
Menesteu foi um dos pretendentes de Helena de Troia, e, quando a Guerra de Troia se iniciou, ele teria levado "cinquenta navios negros" a Troia. Homero, na Ilíada, menciona que ninguém conseguia situar as carruagens de guerra e os guerreiros que portavam escudos no campo de batalha melhor que Menesteu, e que apenas Nestor se equiparava a ele neste quesito. Posteriormente, no entanto, ele é descrito como um covarde; quando Agamenon inspeciona suas tropas ele encontra Menesteu nas últimas fileiras, aparentemente evitando o combate. Mais tarde, quando Sarpedão ataca a parte da muralha grega pela qual Menesteu era responsável, este fugiu do combate e teve que buscar o auxílio de Ájax Telamônio e Teucro. Menesteu também teria sido um dos guerreiros que se esconderam dentro do Cavalo de Troia. Após o saque de Troia, ele teria navegado a Mimas e, posteriormente, a Melo, onde se tornou rei.
Quando Menesteu morreu, Atenas retornou para a família de Teseu.

## Outros
O nome Menesteu também pode se referir a:
- Menesteu, filho de Clítio e neto de Éolo, um companheiro de Enéas.[17]
- Menesteu, um guerreiro no exército dos Sete contra Tebas, que participou na competição de lançamento de disco nos jogos fúnebres de Ofeltes.[18]